# Reprezentacja Polski w amp futbolu kobiet
Reprezentacja Polski w amp futbolu kobiet – zespół, biorący udział w imieniu Polski w meczach i sportowych imprezach międzynarodowych w amp futbolu kobiet. Za jego funkcjonowanie odpowiada Amp Futbol Polska - Stowarzyszenie Piłki Nożnej Osób Niepełnosprawnych Amp Futbol.

## Charakterystyka
Zespół został utworzony w 2022 r. Pierwszy mecz międzynarodowy (z reprezentacją USA) został rozegrany w 2023. Pierwszymi trenerami byli: Grzegorz Skrzeczek (trener) i Igor Woźniak (trener bramkarzy)

## Zawodniczki
Następujące zawodniczki zostały powołane do kadry na mecze z Ukrainą podczas Amp Futbol Cup (28-29 czerwca 2025):
| Nr                 | Zawodniczka           | Klub                 |
| Bramkarki          | Bramkarki             | Bramkarki            |
| ------------------ | --------------------- | -------------------- |
| 12                 | Alicja Sowińska       |                      |
| 13                 | Emilia Spunda         |                      |
| 26                 | Amelia Kropiwnicka    |                      |
| Zawodniczki z pola |                       |                      |
| 2                  | Aleksandra Płuciennik |                      |
| 6                  | Jolanta Ożga          |                      |
| 7                  | Justyna Tomaszewska   | Wisła Kraków         |
| 8                  | Marta Rumińska        | Rekord Bielsko-Biała |
| 9                  | Anna Raniewicz        | Legia Warszawa       |
| 10                 | Monika Kukla          | Stal Rzeszów         |
| 14                 | Weronika Nowotny      | Wisła Kraków         |
| 17                 | Daria Majkowska       | Warta Poznań         |
| 19                 | Jagoda Chełminiak     | Warta Poznań         |
| 21                 | Wiktoria Stróżna      | Śląsk Wrocław        |
| 24                 | Marta Oblas           | Warta Poznań         |

## Pierwsze zgrupowanie (2022)
Zawodniczki uczestniczące w pierwszym treningu reprezentacji Polski w amp futbolu (2022): Anna Płodzik, Joanna Lipińska, Alicja Sowińska, Jolanta Ożga, Jolanta Koteras, Aleksandra Matczak, Justyna Bzdela, Monika Kukla.

### Skład naMistrzostwa Świata w Amp Futbolu Kobiet 2024
Bramkarki: Emilia Spunda, Anna Płodzik, Alicja Sowińska. Zawodniczki z pola: Justyna Bzdela, Marta Rumińska, Anna Raniewicz (kapitan), Monika Kukla, Weronika Nowotny, Daria Majkowska, Aleksandra Płuciennik, Jolanta Ożga, Marta Oblas, Aleksandra Matczak. Trenerzy: Marcin Oleksy (trener), Igor Woźniak (trener bramkarzy).

## Osiągnięcia

### Medale mistrzostw świata
- brązowy medal Mistrzostw Świata w Amp Futbolu Kobiet 2024[7][6][8]

## Spotkania
| 17 września 2023 18:30 CET | Polska · Marta Rumińska | 1:0(0:0) | Stany Zjednoczone | Stadion Hutnika, Warszawa, Polska · Sędzia: Aleksandra Faber ( Polska) |
|                            |                         |          |                   |                                                                        |

| 14 września 2024 17:30 CET | Polska · Anna Raniewicz | 2:0(2:0) | Anglia | Stadion Hutnika, Warszawa, Polska · Sędzia: Aleksandra Faber ( Polska) |
|                            |                         |          |        |                                                                        |

| 15 września 2024 12:00 CET | Polska · Monika Kukla | 1:0(0:0) | Anglia | Stadion Hutnika, Warszawa, Polska · Sędzia: Grzegorz Młynek ( Polska) |
|                            |                       |          |        |                                                                       |

| 4 listopada 2024 21:00 (UTC-05:00) | Kolumbia · Yady Fernández | 1:0(0:0) | Polska | Estadio Municipal Romelio Martínez, Barranquilla, Kolumbia |
|                                    |                           |          |        |                                                            |

| 5 listopada 2024 16:00 (UTC-05:00) | Brazylia | 0:5(0:3) | Polska · Anna Raniewicz · Monika Kukla · Justyna Bzdela | Estadio Municipal Romelio Martínez, Barranquilla, Kolumbia |
|                                    |          |          |                                                         |                                                            |

| 8 listopada 2024 16:00 (UTC-05:00) | Polska · Monika Kukla | 1:0(1:0) | Ekwador | Cancha de Fútbol San Isidro, Barranquilla, Kolumbia |
|                                    |                       |          |         |                                                     |

| 9 listopada 2024 17:30 (UTC-05:00) | Stany Zjednoczone | 0:0 k. 3:1 | Polska | Estadio Municipal Romelio Martínez, Barranquilla, Kolumbia |
|                                    |                   |            |        |                                                            |

| 10 listopada 2024 18:00 (UTC-05:00) | Kenia | 0:1(0:1) | Polska · Monika Kukla | Estadio Municipal Romelio Martínez, Barranquilla, Kolumbia |
|                                     |       |          |                       |                                                            |

| 28 czerwca 2025 11:15 CET | Polska · Marta Rumińska · Anna Raniewicz | 3:0(3:0) | Ukraina | Stadion Hutnika, Warszawa, Polska |
|                           |                                          |          |         |                                   |

| 29 czerwca 2025 18:45 CET | Polska · Monika Kukla | 1:0(0:0) | Ukraina | Stadion Hutnika, Warszawa, Polska |
|                           |                       |          |         |                                   |